# Karuse
Koordinaten: 58° 37′ N, 23° 42′ O
Karuse (deutsch Karusen) ist ein Dorf (estnisch küla) im estnischen Kreis Pärnu. Es gehört zur Landgemeinde Lääneranna (bis 2017: Landgemeinde Hanila im Kreis Lääne). Das Dorf hat zwanzig Einwohner (Stand 31. Dezember 2011).

## Beschreibung und Geschichte

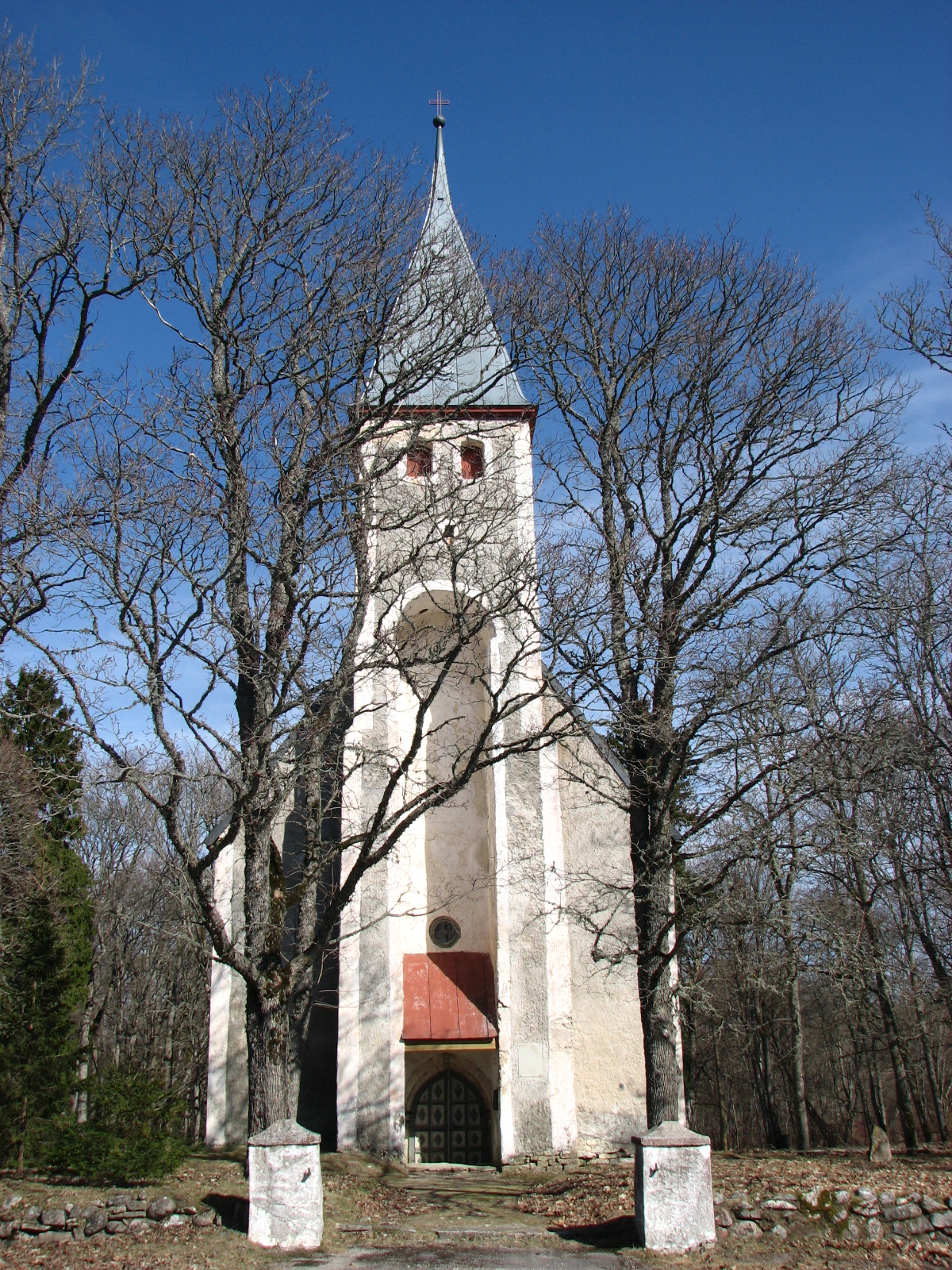
St.-Margareta Kirche

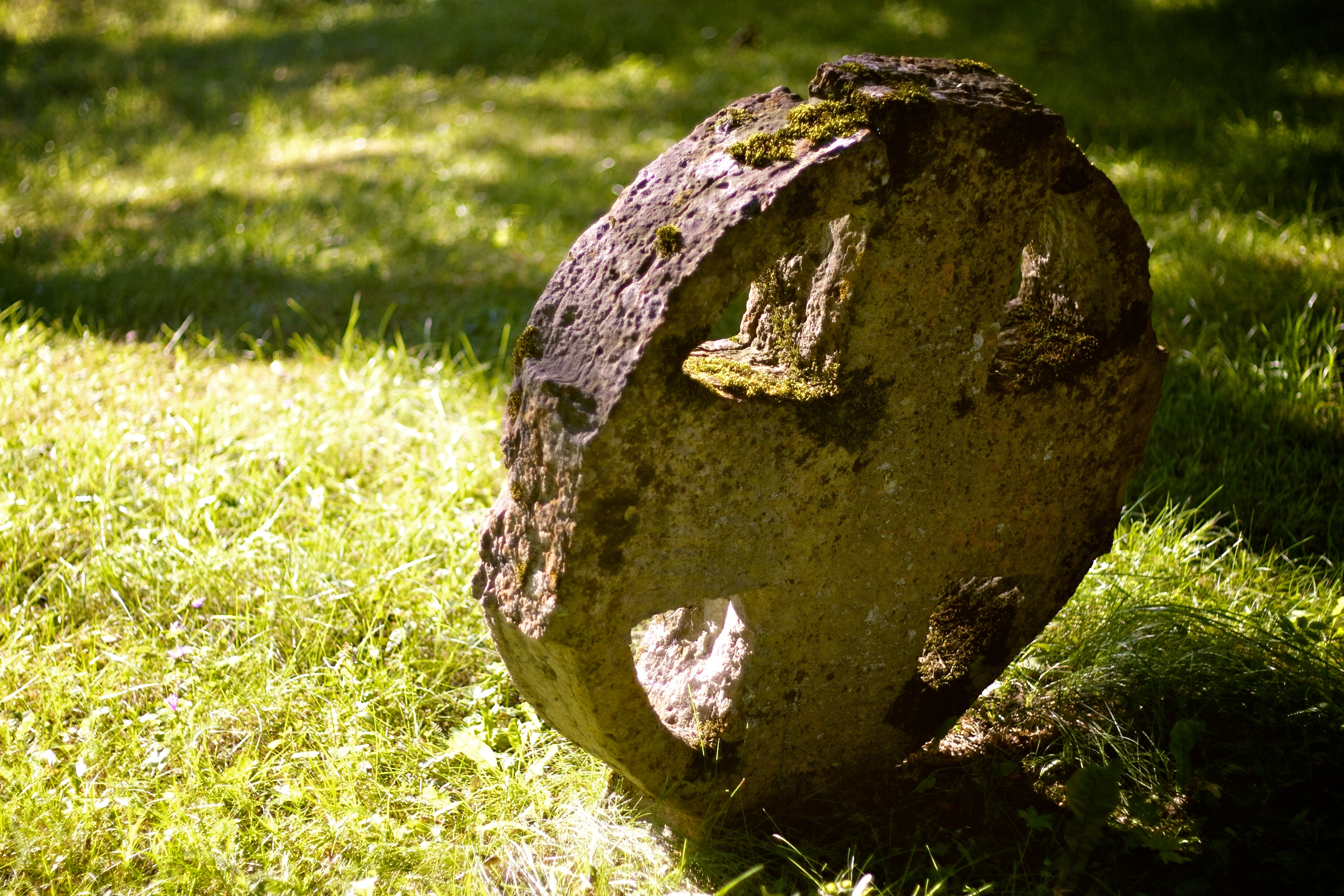
Steinkreuz auf dem Friedhof

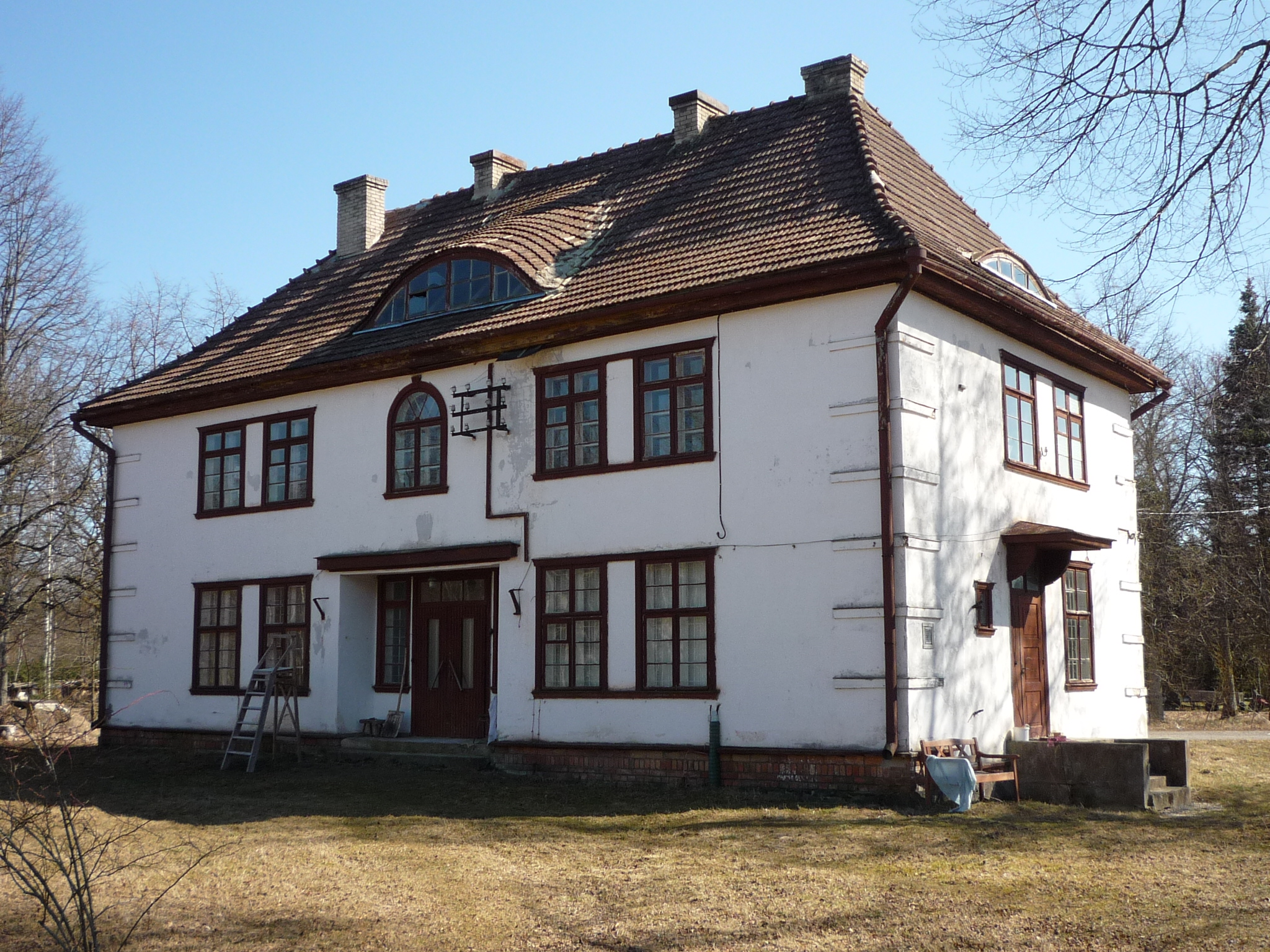
Historisches Bahnhofsgebäude

Karuse wurde erstmals als Cozzo im Jahr 1218 erwähnt. Als Kirchspiel wurde Karuse 1267 unter dem Namen Karissen urkundlich genannt. Es ist damit eines der ältesten Kirchspiele auf dem Gebiet des heutigen Estland. Von 1242 bis 1561 gehörte die Gegend mehrheitlich dem Schwertbrüderorden, zunächst zum Komtur vom Leal, dann zum Komtur von Pernau.

## Kirche
Mit dem Bau der St.-Margareta-Kirche von Karuse wurde bereits in der zweiten Hälfte des 13. Jahrhunderts unter der Herrschaft des Ordensmeisters Otto von Lutterberg († 1270) begonnen. Charakteristisch für das Steingebäude, das ähnlich wie das Gotteshaus von Hanila als Wehrkirche errichtet wurde, waren die Kreuzgewölbe und ein halbeingebauter Turm. Sie wurde später mehrfach umgebaut, insbesondere 1858/59. Von 1895 stammt der heutige Westturm, der den früheren, freistehenden Glockenturm ersetzte. Das einschiffige Gotteshaus untersteht heute der Estnischen Evangelisch-Lutherischen Kirche (EELK).
Wichtige erhaltene Kunstwerke im Inneren sind cer Taufstein aus dem 13. Jahrhundert, die Kanzel von Christian Ackermann (1697), ein Kronleuchter aus dem 16. Jahrhundert und der Altar von 1787. Die Orgel stammt von 1866.
Daneben sind einige trapezförmige Grabplatten aus dem 13. Jahrhundert erhalten. In der Kirche liegt wahrscheinlich auch der Ordensmeister Otto von Lutterberg selbst begraben, der am 16. Februar 1270 in der Schlacht gegen die Litauer auf der zugefrorenen Ostsee nahe Karuse fiel. Die Kirche befindet sich heute auf dem Territorium des Nachbardorfes Kinksi.

## Friedhof
Auf dem Friedhof des Ortes finden sich zahlreiche Steinkreuze aus dem 13. bis 17. Jahrhundert. Dort liegt auch die historische Grabkapelle der adligen deutschbaltischen Familie Wistinghausen.

## Bahnhof
Der Bahnhof von Karuse ist seit Schließung der Bahnstrecke zwischen Rapla und Virtsu 1968 nicht mehr in Betrieb. In dem historischen Gebäude befindet sich heute ein kleines Museum.